# Maximilian Kaller
Maximilian Kaller (Beuthen, 1880. október 10. – Frankfurt am Main, 1947. július 7.) német diplomata és katolikus pap. 1930 és 1947 között ő volt a kelet-poroszországi Ermlandi egyházmegye (ma Warmiai főegyházmegye) római katolikus püspöke. Mivel 1945 augusztus közepétől de facto száműzték, a hazájukból kitelepítettek különleges püspöke volt egészen haláláig.